# Tartaros
Tartaros er i græsk mytologi det dybeste og mørkeste sted i underverdenen Hades. Det ligger lige så langt under jorden, som himlen ligger over den. Det skulle tage en ambolt ni dage at falde til bunds.
Det er et fængsel til de mest forhadte forbrydere: de, der gør oprør mod de olympiske guder. I Tartaros er de bag en tyk kobbermur, og her må de for evigt tage deres straf. Uranos fængslede også kykloperne og de tre hundredearmede kæmper, der senere smedede det segl, som han selv blev kastreret med af sin søn Kronos. Efter de olympiske guders oprør (Titanomachien) blev de udødelige titaner spærret inde i Tartaros.
Modsat Tartaros er Elysium. Her kom gudernes yndlinge i levende live, og de fik evigt liv.
Ofte anses Tartaros og Gaia for forældre til Echidna, "alle uhyres moder," og Tyfon, et uhyre hvis hoved rørte ved stjernerne.

## Fanger i Tartaros
Blandt fangerne er Sisyfos, en gammel konge af Korinth, der havde truet med at afsløre en af Zeus' mange seksuelle affærer. Da Sisyfos døde, sagde han til sin kone at hun ikke skulle begrave ham med ritualerne, og han kunne derfor ikke komme ind i Hades. Som hvileløs sjæl uden for Hades, undskyldte han det over for Hades ( (de dødes gud), der gav ham lov til at tage tilbage til overfladen for at udbedre fejlen. Men Sisyfos havde været i underverdenen i meget lang tid, og da han igen var i live indhentedes han af sin usandsynligt høje alder. Dermed havde han brudt med Zeus' universelle verdensorden og blev smidt i Tartaros.
Her må han for evigt skubbe en tung sten op ad en stejl bakke, blot for at se den rulle ned igen, hvorefter han igen skal skubbe den op.
49 af de 50 danaiderne, kong Danaos' døtre, soner også i Tartaros, hvor de må bære vand i bundløse kar. De havde fulgt deres fars ordre om at slå deres brudgomme ihjel på bryllupsnatten, men den ene Hypermestra skånede sin Lynkeus' liv, og hjalp ham med at flygte. Senere blev han forsonet med Danaos og arvede tronen med sin hustru.
Iapithernes konge Ixion er også endt i Tartaros. Han var en af de dødelige, Zeus havde inviteret til taffel på Olympen, hvor han uheldigvis blev forelsket i Hera, Zeus' hustru. Da han prøvede at have sex med hende, erstattede Zeus hende dog med en kopi (ifølge andre kilder forvirrede Zeus hans sanser, og han forgreb sig i stedet på en sky. Det samleje skabte kentaurne). Selv om han ikke fuldførte samlejet med Hera, blev han alligevel sendt til Tartaros for sin trodsighed overfor Zeus der ellers havde udvist gæstfrihed. I Tartaros blev han spændt på et brændende hjul der drejer rundt i al evighed. Han skal gentage: "Vær taknemlige over for jeres velgørere."
Sammen med Ixion var også Tantalos, konge af Sipylos, en dødelig som Zeus havde ubegrænset tillid til, blevet inviteret til middag på Olympen. Her stjal han dog gudernes nektar og ambrosia. Det gik godt i lang tid, og derfor tvivlede han på gudernes visdom. Tantalos inviterede guderne til middag. Som hovedret slagtede han sin søn Pelops og serverede ham for guderne. Alle guderne undtagen Demeter gennemskuede det naturligvis, men Demeter, der var fuld af sorg over sin datter Persefone, der var blevet taget af Hades som dronning, tog en bid af Pelops' skulder. Zeus bragte Pelops tilbage til livet, og Tantalos blev dømt til evig sult og tørst i Tartaros. Her står han i vand til hagen, men det synker, når han bukker sig ned, og over hans hoved hænger modne frugter, der flytter sig væk, når han rækker ud efter dem.